# Catocala allusa
Catocala allusa är en fjärilsart som beskrevs av George Duryea Hulst 1884. Catocala allusa ingår i släktet Catocala och familjen nattflyn. Inga underarter finns listade i Catalogue of Life.

## Bildgalleri

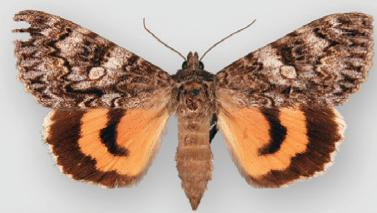
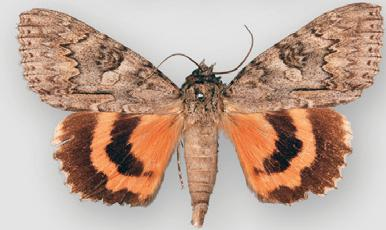
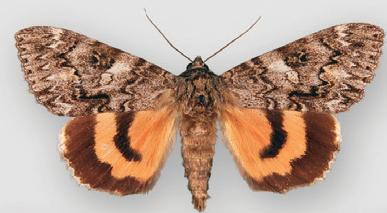
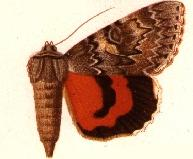